# Chapelle de Bodonou
La Chapelle de Bodonou (Bodonoù en breton) est située au nord de la commune de Plouzané, en Bretagne (département du Finistère), France, non loin de Guilers et de Saint-Renan.

## Historique
Construite au début du XVIe siècle, la chapelle était alors plus longue qu'aujourd’hui, le clocher à double flèche surmontant le milieu de l'édifice. Restaurée en 1823, elle fut réduite de moitié, le clocher se retrouvant ainsi au-dessus du chœur, lui-même adossé au majestueux arc central de l’ancienne chapelle ce qui donne à l'ensemble une allure singulière pour la région,.
À l'intérieur se trouvent une grande statue de la Vierge à l'enfant en Kersanton polychrome, classée à l'inventaire des monuments historiques, et cinq statues plus petites datant des XVIe et XVIIe siècles en bois polychrome.
Chaque année, le pardon de Bodonou est célébré le dimanche qui suit le 8 septembre.

## La légende de Bodonou
La légende de Bodonou raconte que, à la suite de la bonne action d'un meunier, Notre-Dame de Bodonoù protégea Plouzané de la peste. 

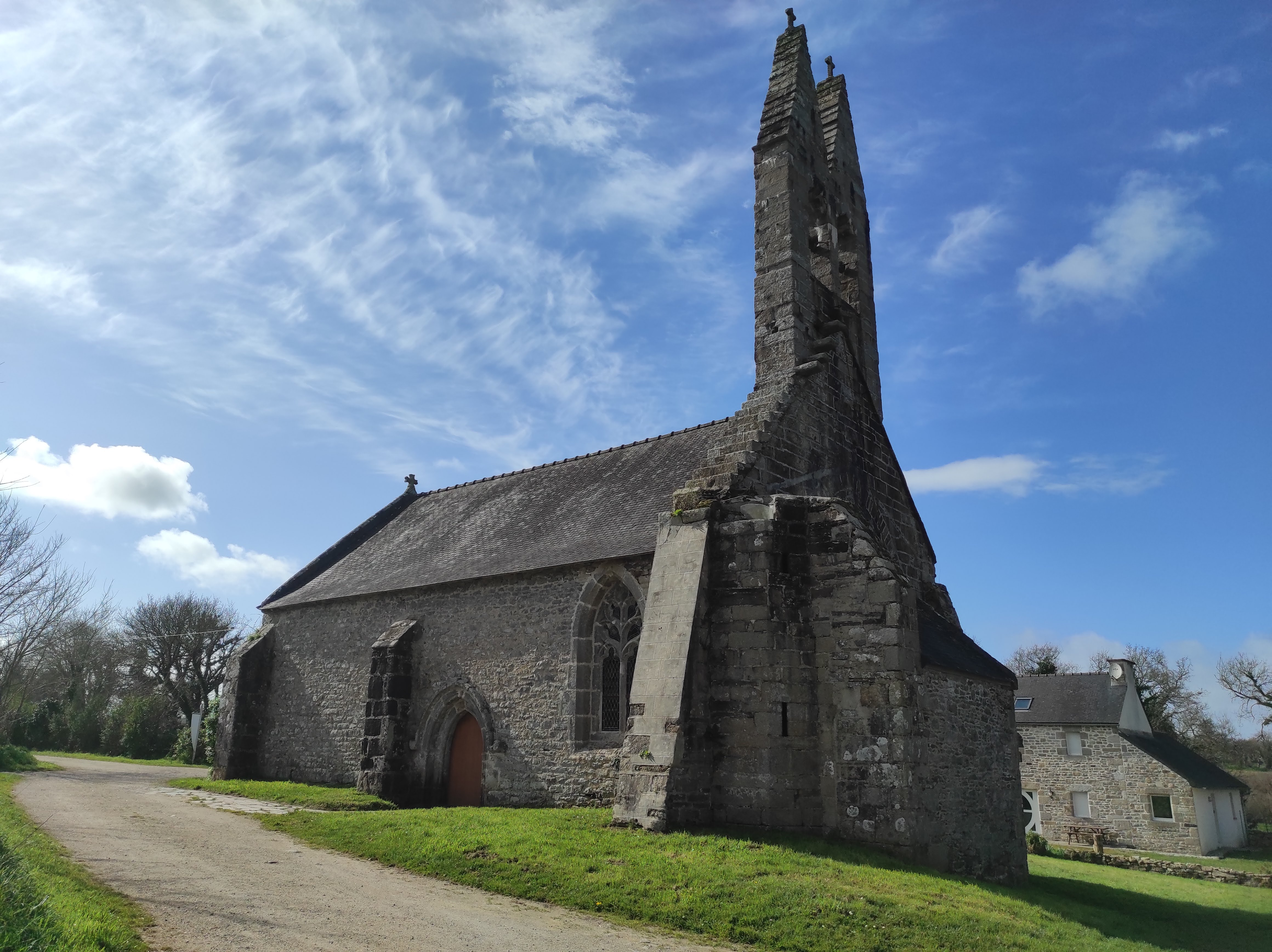
Chapelle de Bodonou, vue de l'arrière.